# اتکینز (آیووا)
اتکینز (به انگلیسی: Atkins) شهری در ایالت آیووا کشور ایالات متحده آمریکا است که جمعیت آن در سرشماری سال ۲۰۱۰ میلادی، ۱٬۶۷۰ نفر بوده‌است.